# Hospital Vázquez Díaz
El Hospital Vázquez Díaz es un centro de hospitalización público perteneciente al Servicio Andaluz de Salud ubicado en la ciudad española de Huelva. Desde 1991 forma parte del Complejo del Hospital Universitario Juan Ramón Jiménez y su nombre rinde homenaje al pintor onubense Daniel Vázquez Díaz.

## Historia
Este centro se inauguró en el año 1962 como Sanatorio Camilo Alonso Vega perteneciente al Patronato Nacional Antituberculoso, pasando a formar parte, posteriormente, de la red de “centros de enfermedades del tórax” de la Administración Institucional de la Sanidad Nacional, integrándose en 1988 en el Servicio Andaluz de Salud y desde 1991, en el Hospital Juan Ramón Jiménez.